# Голландер, Альберт Вольдемар
Альберт Вольдемар Голландер (1796—1868) — немецко-балтийский педагог.

## Биография
Родился 11 (22) сентября 1796 года в Риге.
Сначала учился в Берлине, а затем в Рижской гимназии. В период с 1815 по 1817 год изучал богословие в Дерпте, Затем богословие и филологию в Йене и Берлине; стал последователем теологии Шлейермахера. В 1820—1825 годах преподавал в Феллине; 3 июля 1821 года женился на Шарлотте Ратлеф.
Занимался в институте Иоганна Генриха Песталоцци в Швейцарии. Впечатлённый идеями Песталоцци, в 1825 году он открыл в Лифляндской губернии, возле Вендена, Биркенрускую гимназию, которая позже стала государственным учебным заведением. Руководил гимназией до своей смерти в течение 43 лет. В 1850 году Йенский университет присвоил ему звание почётного доктора философии.
Был одним из наиболее энергичных и влиятельных представителей немецкого протестантского образования в прибалтийских губерниях Российской империи.
Умер в Биркенру (Берзайне) 6 (18) марта 1868 года, простудившись, спасая  замерзшую женщину.